# Trombone Shorty
Troy 'Trombone Shorty' Andrews (New Orleans, 2 januari 1986) is een Amerikaans trombone- en trompetspeler. Hij is de broer van trompettist en bandleider James Andrews en de kleinzoon van singer-songwriter Jessie Hill. Andrews speelde trombone in fanfarekorpsen vanaf zijn zesde jaar. In 2009 en 2010 speelde hij in de band Orleans Avenue.

## Externe link

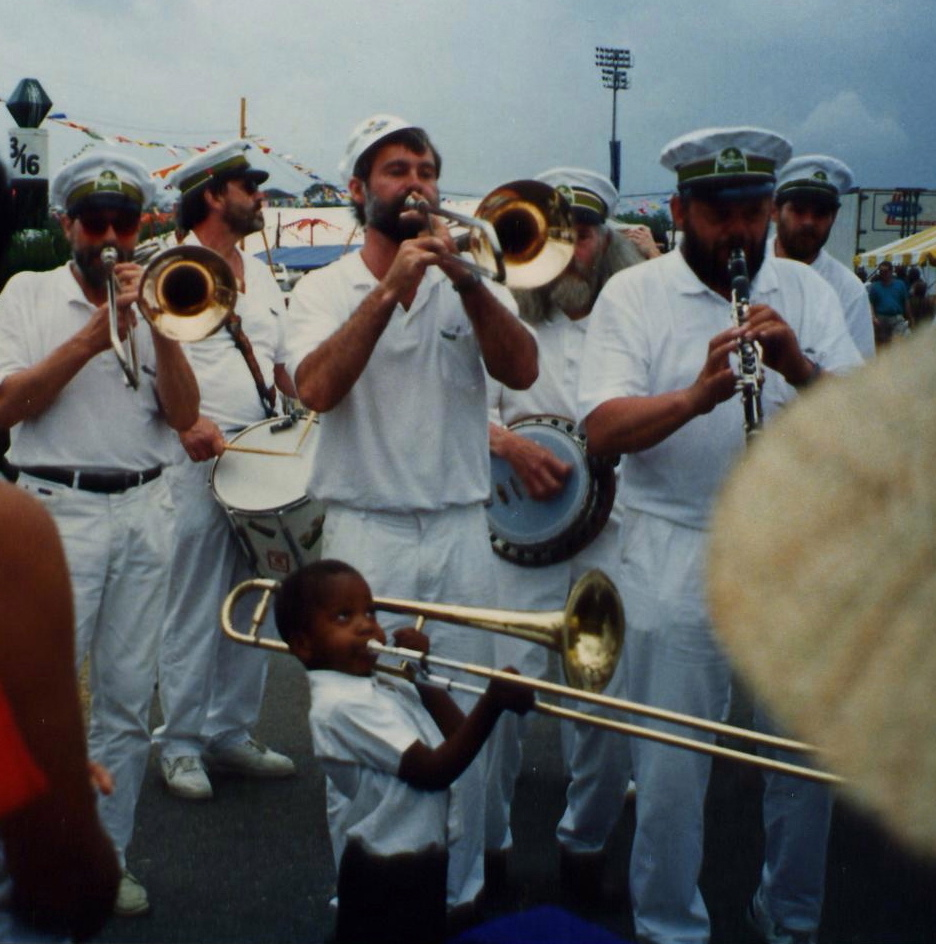
New Orleans Jazz & Heritage Festival 1991: de Deense Carlsberg Brass Band met een jonge 'Trombone Shorty'.

## Discografie

### Albums
| Album met eventuele hitnotering(en) in de Nederlandse Album Top 100 | Datum van verschijnen | Datum van binnenkomst | Hoogste positie | Aantal weken | Opmerkingen |
| ------------------------------------------------------------------- | --------------------- | --------------------- | --------------- | ------------ | ----------- |
| For true                                                            | 2012                  | 14-07-2012            | 23              | 1*           |             |